# Jin-Roh
Jin-Roh (Alternativtitel: Jin-Roh: The Wolf Brigade, jap. 人狼, Jinrō, dt. „Mensch-Wolf“) ist ein japanischer Anime-Politthriller aus dem Jahr 1999 nach einem Drehbuch von Mamoru Oshii. Dieser verwendete Themen aus seinem Manga Kerberos Panzer Cop (Hellhounds: Panzer Cops in Manga Power) und aus mehreren Realfilmen, für die er Regie geführt hatte. Die Geschichte spielt wie auch der Manga in der fiktiven Welt der Kerberos Saga, in einem wirtschaftlich aufblühenden Japan der 1950er Jahre, zehn Jahre, nachdem Deutschland den Zweiten Weltkrieg gewonnen hat und nun auch Japan beherrscht. 
Der Anime wirft einen Blick auf verschiedene Persönlichkeiten hinter politisch motiviertem Terrorismus und zeigt auf, dass der Einzelne auch in totalitären Gesellschaften moralische Entscheidungen treffen kann. Er ist auch eine entsprechend angepasste Adaption des Märchens von Rotkäppchen.

## Handlung
Die Bevölkerung wird unterjocht und gewaltsame Auseinandersetzungen der Polizei mit Aufständischen sind an der Tagesordnung. Aus diesem Chaos hebt sich eine Terrorgruppe, genannt „Die Sekte“, mit Attentaten sowie Terroranschlägen besonders hervor. Um diesen inneren Feind ohne den Einsatz des Militärs zur Strecke zu bringen, gründet die Regierung die „Hauptstadtpolizei“. Deren Kern ist die Spezialeinheit Kerberos, die mit Technik der Wehrmacht (z. B. MG 42) ausgestatteten gepanzerten Kampfmonturen gegen die Rebellen vorgeht. Innerhalb der Spezialeinheit entwickelt sich unbemerkt eine geheime Spionageorganisation, die sich „Wolfsbrigade“ (Jin-Roh) nennt. 
Kazuki Fuse ist ein Mitglied der Spezialeinheit und sogar einer der Besten. Bei einer Straßenschlacht jagt die Spezialeinheit eine Gruppe der Terroristen in der Kanalisation, weil sie von dort aus ihre Bomben und speziell präparierte Molotowcocktails verteilen. Fuse stellt einen der Bombenkuriere, ein junges Mädchen, das eine Bombe mit sich trägt. Statt sie jedoch getreu seinen Anweisungen zu erschießen, zögert er und fragt das Mädchen nach dem Grund für ihr Handeln. Als weitere Soldaten dazustoßen, zündet das verängstigte Mädchen die Bombe und sprengt sich damit in die Luft. Fuse überlebt dank Kampfanzug unverletzt, wird aber nach der Anhörung vor einem Gericht vom Dienst in der Einheit suspendiert und wieder auf die Akademie geschickt.
Augenscheinlich beginnt er nun an seinen Handlungen in der Spezialeinheit zu zweifeln und seine moralischen Vorstellungen zu hinterfragen. In Alpträumen verarbeitet er die Situation in der Kanalisation. Er stellt Nachforschungen über die Selbstmordattentäterin an und besucht ihr Grab. Dort trifft er auf ihre angebliche Schwester Kei Amemiya, für die er Sympathie hegt und mit der er eine lose Beziehung beginnt. In Wirklichkeit ist Amemiya jedoch eine verhaftete Rebellin, die, wie auch das getötete Mädchen, zu den für Bombentransporte zuständigen „Rotkäppchen“ gehört. Die Abteilung für Sicherheit der Hauptstadtpolizei will Amemiya benutzen, um mittels ihrer – nur anfangs inszenierten – Beziehung zu Fuse die Organisation Jin-Roh zu überführen. 
Amemiya schenkt Fuse bei ihrem ersten Treffen das deutsche Märchenbuch Rotkäppchen. Dieses Märchen, im Vergleich zu der von den Brüdern Grimm überlieferten Fassung eine archaische und blutige Version, wird dabei zu einer Art roten Fadens im Film und gibt auch Hinweise auf die Beziehung zwischen den beiden Hauptfiguren. Fuse handelt ähnlich dem Wolf und wird von Amemiya, dem Rotkäppchen, nicht als bisher treues Mitglied der Jin-Roh erkannt. 
Bei einem geheimen Treffen beschließen leitende Kräfte von Polizei und Hauptstadtpolizei die Entmachtung der Spezialeinheit, um beide Behörden zusammenlegen zu können. Von einem Mitglied der Abteilung für Sicherheit und ehemaligem Freund Fuses, der mit der Polizei zusammenarbeitet, wird Fuse vor Verfolgern gewarnt. Kurze Zeit später bittet Amemiya Fuse, im Rahmen einer von der Abteilung für Sicherheit inszenierten Aktion, um Hilfe, weil sie verfolgt werde. Fuse begibt sich zu ihr, wo bereits Agenten der Polizei warten, um Fuse und vermeintlich auch Amemiya auszuschalten. Er kann jedoch zusammen mit ihr entkommen. Sie schließt sich ihm an und beide suchen zunächst Zuflucht in einem Vergnügungspark, wo sich die Beziehung der beiden vertieft. 
Nach dieser Aktion werden Fuse und Amemiya von Polizei und Hauptstadtpolizei mit Erschießungsbefehl gesucht. Amemiya trägt jedoch einen Peilsender mit sich, der die Agenten zur Wolfsbrigade führen soll. Als Fuse später mit Amemiya zu einem Treffen der Jin-Roh in der Kanalisation erscheint, wollen Polizei und die Abteilung für Sicherheit die Mitglieder der Geheimorganisation töten. Diese Absicht wurde von der Jin-Roh wiederum erwartet und soll nun ausgenutzt werden, um die führenden Agenten von Polizei und Hauptstadtpolizei zu töten und so den Fortbestand der Spezialeinheit zu sichern. Nun erst erfährt Amemiya, dass Fuse zur Wolfsbrigade gehört. Mit Hilfe eines Kampfanzugs der Spezialeinheit gelingt es Fuse, alle Agenten inklusive seines ehemaligen Freundes zu erschießen.
Um die Existenz der Jin-Roh nicht zu gefährden, soll Fuse nun Amemiya erschießen, weil diese um die Existenz der Organisation weiß und sie bei einer späteren Befreiung preisgeben könnte. Fuse muss sich zwischen seiner Liebe zu Amemiya und der Loyalität zu seiner Organisation entscheiden. Als Amemiya sich schluchzend an ihn wirft und dabei Rotkäppchen zitiert, erkennt er die Notwendigkeit ihres Todes und erschießt sie. Das weitere Schicksal Fuses bleibt offen, der Film schließt mit den Worten des Kommandanten „und dann verschlang der Wolf das arme Rotkäppchen“.

## Stil
In dem Anime Jin-Roh kommt kaum Computergraphik zum Einsatz – fast alle Szenen sind handgezeichnet. Auffällig ist die Darstellung der Dunkelheit und die Stimmungen, die in den Dämmerungs-, Nacht- und Untertageszenarien aufgebaut werden. Sie zeichnen sich vor allem durch den Einsatz starker Licht- und Schatteneffekte aus.

## Kritiken
„Beeindruckendes Animé aus der Feder von ‚Ghost in the Shell‘-Schöpfer Mamoru Oshii, das einmal nicht in einer reinen Fantasy-Welt angesiedelt ist, sondern auch als komplexer Politthriller überzeugt. Der erwachsene, nicht an blutrünstigen Szenen geizende Film mit psychologisch recht ausgefeilten Figuren erzählt gleichzeitig eine ungewöhnliche Liebesgeschichte.“

„Gestalterisch wie thematisch höchst ambitionierter Science-Fiction-Politthriller in Form eines Zeichentrickfilms, der auf reizvolle Weise das Thema des politischen Terrors aufgreift, wobei er stets bemüht ist, tradierte Wertigkeiten zu hinterfragen.“

„Jin-Roh ist Unterhaltung für Erwachsene und zeichnet sich durch eine sehr düstere Atmosphäre und anspruchsvolle Thematik aus. Das ist zwar nicht die leichteste Kost, darf aber dennoch nicht verpasst werden.“

## Auszeichnungen
1999 wurde Jin-Roh auf dem Internationalen portugiesischen Filmfest Fantasporto mit dem Fantasy-Film-Preis ausgezeichnet.
Des Weiteren wurde der Film von der FBW mit dem Prädikat Wertvoll ausgezeichnet.

## Synchronisation
| Rolle          | Japanischer Sprecher (Seiyū) | Deutscher Sprecher   |
| -------------- | ---------------------------- | -------------------- |
| Kazuki Fuse    | Fujiki Yoshikatsu            | Dennis Schmidt-Foß   |
| Kei Amemiya    | Sumi Mutō                    | Julia Ziffer         |
| Atsuhi Henmi   | Hiroyuki Kinoshita           | David Nathan         |
| Bunmei Muroto  | Kōsei Hirota                 | Ernst Meincke        |
| Hajime Handa   | Yukihiro Yoshida             | Elmar Gutmann        |
| Hachirou Toube | Yoshisada Sakaguchi          | Klaus-Dieter Klebsch |
| Tatsumi Shirou | Ryuuichi Horibe              | Erich Räuker         |
| Nanami Agawa   | Eri Sendai                   | Rubina Nath          |
| Isao Aniya     | Kenji Nakagawa               | Gerd Grasse          |
| CAPO Officer   | Tamio Ōki                    |                      |

## Realfilm
2018 wurde der Stoff in einen südkoreanischen Realfilm adaptiert und unter dem Titel Illang: The Wolf Brigade veröffentlicht. Regie führte Kim Jee-woon. In den Hauptrollen sind Gang Dong-won, Han Hyo-joo, Jung Woo-sung und Kim Mu-yeol zu sehen.